# Kabara (Mali)
Kabara ist eine kleine Stadt südlich von Timbuktu in Mali.

## Geschichte und Verkehr
Ein 13 Kilometer langer künstlicher Kanal verband seit dem 17. Jahrhundert Kabara mit Timbuktu. Der Kanal wurde von Pirogen und Segelschiffen befahren. Er diente dem Personen- und Gütertransport und verband Timbuktu mit dem Niger. Dieser Kanal trocknete in der Neuzeit immer wieder aus, ist heute versandet und nur noch an einigen Stellen als Graben sichtbar. Etwa sechs Kilometer südwestlich von Kabara befindet sich ein Fähranleger am Nordufer des Nigers. Etwa drei Kilometer nordwestlich von Kabara befindet sich der Flugplatz von Timbuktu. Eine Asphaltstraße verbindet Kabara mit dem Fähranleger und dem Flughafen Timbuktu.

## Bildergalerie

Der Niger bei Kabara (um 1855, nach Heinrich Barth)
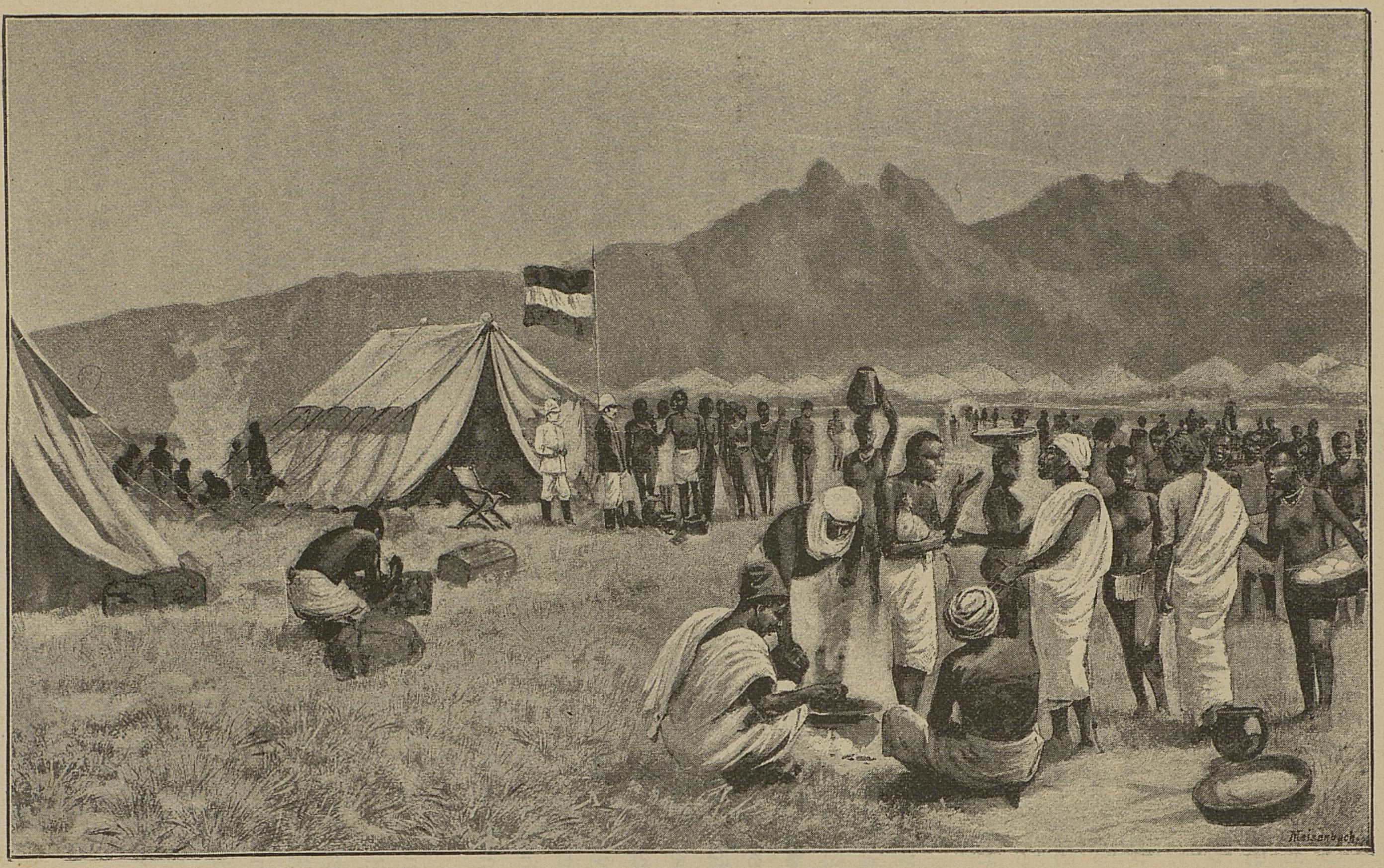
„Im Lager vor Kabara.“ (Die deutsche Emin Pascha-Expedition, vor 1891)
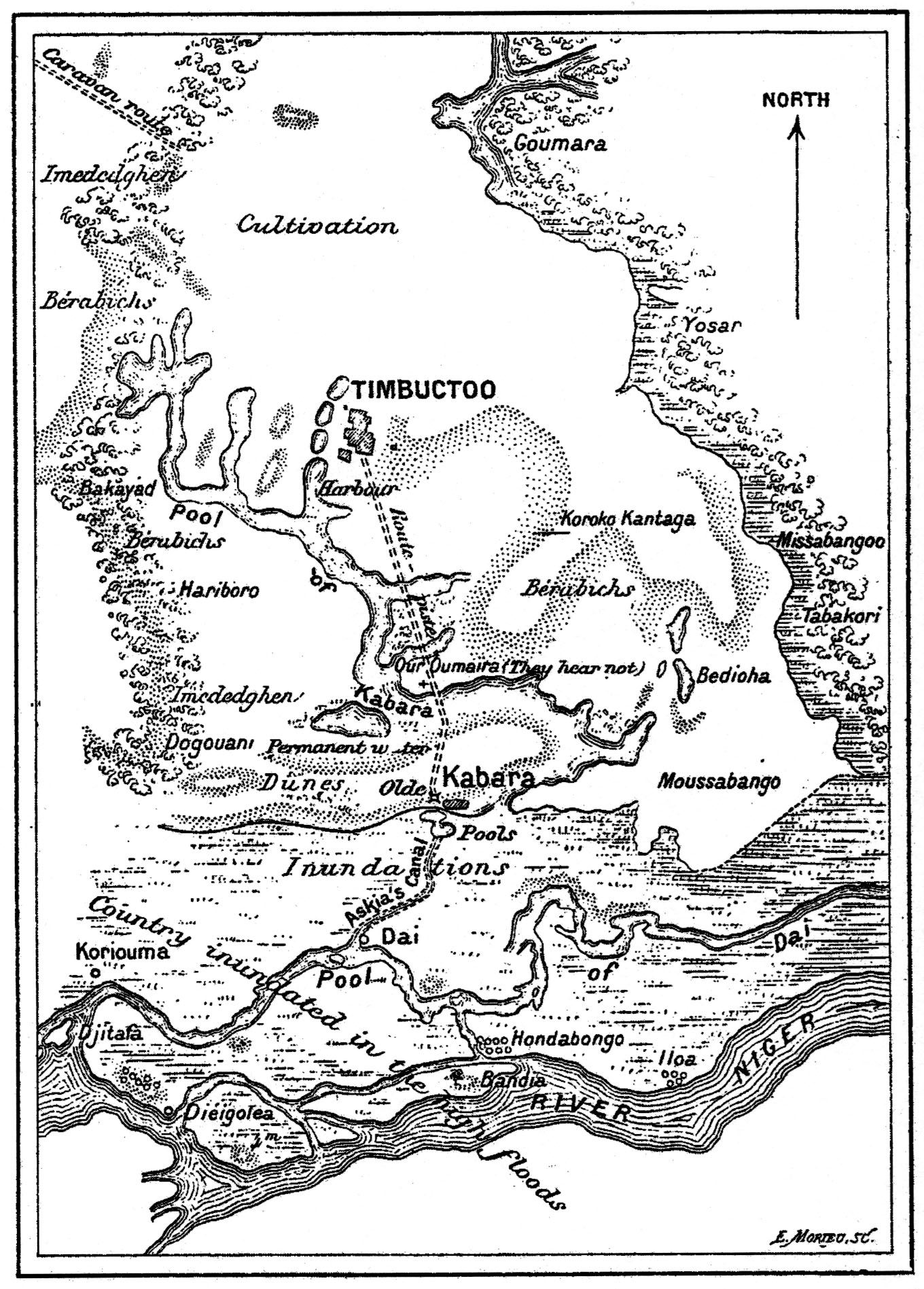
Karte der Kabara-Timbuktu-Region (1896)
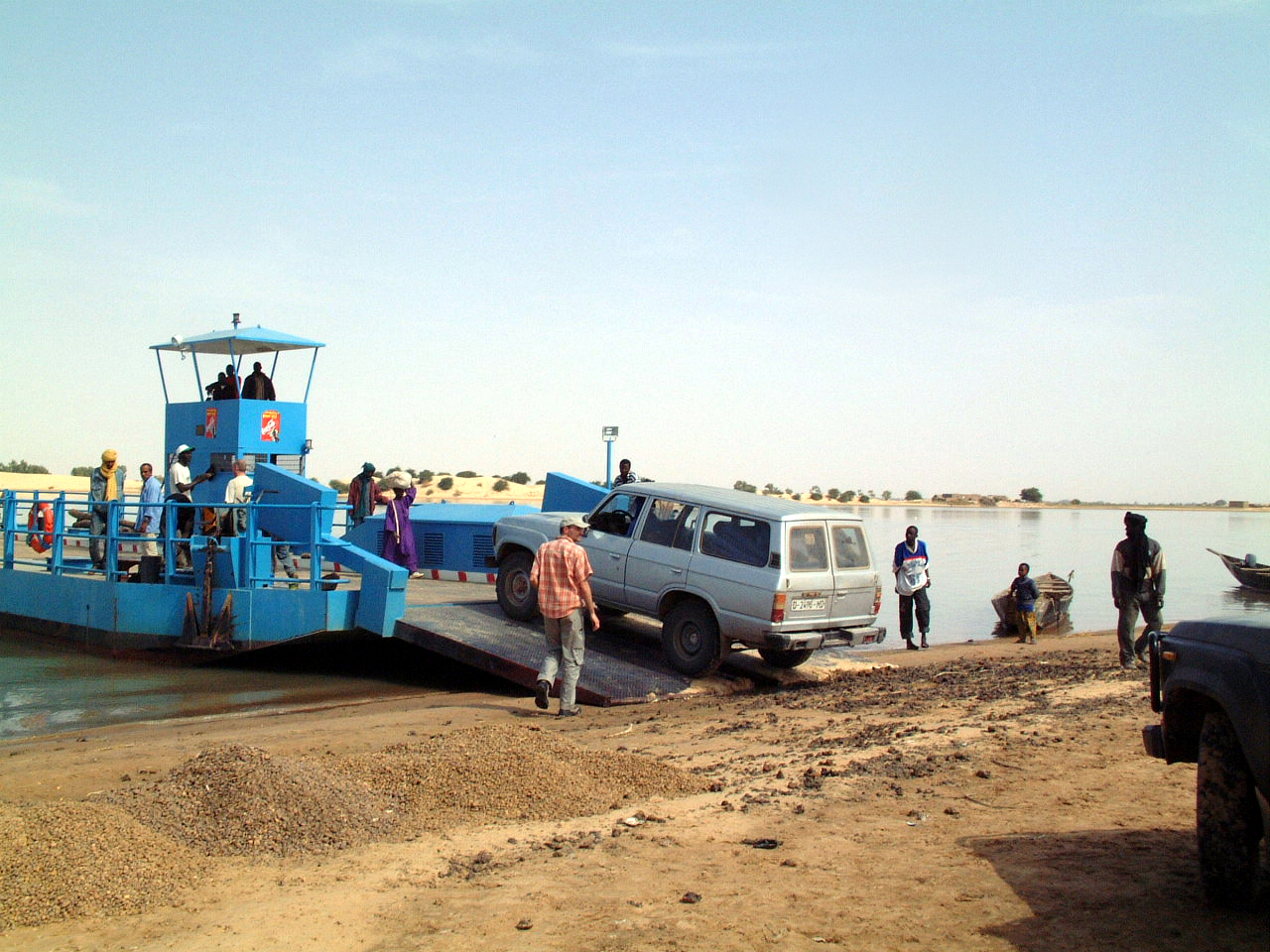
Fähre über den Niger (2003)